# イシドロ・デル・プラド
イシドロ・デル・プラド（Isidro del Prado、1959年5月15日 - ）はフィリピンの男子陸上競技選手。専門は短距離走。ルソン島ソルソゴン州出身。
1983年にクウェートで開催されたアジア陸上競技選手権大会の400mで優勝、翌ジャカルタ大会でも優勝を果たし、アジア選手権2連覇を達成している。1984年にはロサンゼルスオリンピックに出場しており、400mで2次予選まで勝ち上がったがそこで敗退している。